# Wacław Skirzyński
Wacław Skirzyński (ur. 31 maja 1912 we wsi Rumunki-Chwały, zm. 14 stycznia 1991) – polski rzeźbiarz ludowy.
Od urodzenia mieszkał w Rumunkach-Chwałach, pow. Sierpc. Wspólnie z żoną gospodarował wraz z żoną i synem na 8 ha ziemi VI kategorii. Parał się ponadto szewstwem, stolarstwem, kryciem dachów, przez wiele lat pracował jako tracz. Ukończył 4 klasy szkoły powszechnej.
Rzeźbił od dzieciństwa, wspierał go w tej pasji miejscowy ksiądz. Był samoukiem, rodzina nie posiadała żadnych tradycji artystycznych. Dla odbiorców ze wsi naprawiał drewniane świątki i wykonywał figurki na wzór. Przez wiele lat był twórcą nieznanym miłośnikom sztuki ludowej. Odkrył go Marian Przedpełski, etnograf, animator kultury i kolekcjoner.
Używał prostych narzędzi – noży, dłut własnego wyrobu i wykonanych przez kowala. Swoje rzeźby wykonywał najchętniej z drzewa lipowego, rzadziej z odziemka drzewa brzozowego. Najchętniej wykonywał postacie święte, nawiązujące do dawnych tradycji świątkarskich: Matka Boska Skępska, Matka Boska Częstochowska, Chrystus Frasobliwy, Pietà. Rzeźby swoje pokrywał pokostem lub malował, bogata kolorystyka zaczęła dominować zwłaszcza w ornamentyce przedstawień Matki Boskiej.
Brał udział w Kiermaszach Sztuki Ludowej w Płocku, konkursach sztuki ludowej i wystawach, zdobywał nagrody i wyróżnienia. Jego prace można odnaleźć w zbiorach Muzeum Wsi Mazowieckiej w Sierpcu, Muzeum Mazowieckiego w Płocku, Muzeum Polskiej Sztuki Ludowej w Otrębusach, Muzeum Szlachty Mazowieckiej w Ciechanowie, Państwowym Muzeum Etnograficznym w Warszawie.